# Џок Лендејл
Џок Лендејл (енгл. Jock Landale; Мелбурн, Викторија, 25. октобар 1995) аустралијски је кошаркаш. Игра на позицијама крилног центра и центра, а тренутно наступа за Мемфис гризлисе.

## Колеџ каријера
Лендејл је рођен у Мелбурну, а озбиљније је почео да се бави кошарком у Џилонг средњој школи у истоименом граду у Викторији. Играма у Џилонг средњој школи је изборио стипендију за колеџ Сент Мери из америчког града Морага у Калифорнији који се такмичио у првој НЦАА дивизији. Као руки није добијао много минута у игри да би се то поправило на другој години када се изборио за место у тиму пошто је много ојачао и одиграо неке импресивне мечеве. Тако је 5. јануара 2017. против Бригам Јанг универзитета постигао 26 поена што му је био рекорд, да би током сезоне просечно постизао 16,9 поена уз 9,5 скокова и тако одвео тим на завршни турнир прве дивизије НЦАА лиге. На крају сезоне изабран је у најбољи тим Западне конференције (WЦЦ).
Нови рекорд каријере поставио је 26. новембра 2017. када је Џорџији убацио 33 поена и при том ухватио 12 лопти. Крајем јануара 2018. године НБЦ спортс га је изабрао за играча седмице након што је против Гонзаге убацио 24 поена уз 12 скокова, а против Пацифика постигао 32 поена и имао седам скокова. Сезону је завршио са просеком од 21,5 поена и 10,2 скока те 1,1 блокадом у сениорском тиму. Био је изабран у најбољи тим Западне конференције док је његов саиграч Емет Нар именован у најбољи тим конференције.

## Професионална каријера
Након што није изабран на НБА драфту 2018. године, Лендејл се прикључио Атланта хоксима за НБА Летњу лигу. Дана 31. јула 2018. године је потписао двогодишњи уговор са Партизаном. Лендејл је у сезони 2018/19. за Партизан у АБА лиги бележио просечно 12 поена и 5,6 скокова по мечу што му је обезбедило пласман у идеалну петорку АБА лиге. Са црно-белима је освојио Куп Радивоја Кораћа 2019. године. Управо је Лендејл поенима у завршници донео трофеј Партизану, а на крају је и добио награду за најбољег стрелца Купа. У Суперлиги Србије је већ на првој утакмици против Меге доживео повреду, због које је пропустио остатак такмичења. У сезони 2019/20. је био играч литванског Жалгириса.

## Успеси

### Клупски
- Партизан:
  - Куп Радивоја Кораћа (1): 2019.

- Жалгирис:
  - Првенство Литваније (1): 2019/20.
  - Куп краља Миндовга (1): 2020.

### Репрезентативни
- Олимпијске игре:  2020.

### Појединачни
- Идеална стартна петорка Јадранске лиге (1): 2018/19.